# Ідентичність (психологія)
Іденти́чність (від лат. identicus — тотожність) — багатозначний життєвий і загальнонауковий термін, що виражає ідею постійності, тотожності, спадкоємності індивіда і його самосвідомості.

## Ідентичність у науках про людину
У науках про людину поняття ідентичність має три головні модальності.
- Психофізіологічна ідентичність означає єдність і спадкоємність фізіологічних і психічних процесів і властивостей організму, завдяки якій він відрізняє свої клітини від чужих, що наочно проявляється в імунології.
- Соціальна ідентичність це переживання і усвідомлення своєї приналежності до тих чи інших соціальних груп і спільнот. Ідентифікація з певними соціальними спільнотами перетворює людину з біологічної особини в соціального індивіда й особистість, дозволяє йому оцінювати свої соціальні зв'язки і приналежності в термінах «Ми» і «Вони».
- Особиста ідентичність чи самоідентичність (Self-identity) це єдність і спадкоємність життєдіяльності, цілей, мотивів і смисложиттєвих установок особистості, яка усвідомлює себе суб'єктом діяльності. Це не якась особлива риса чи сукупність рис, якими володіє індивід, а його самість, відрефлексована в термінах власної біографії. Вона виявляється не стільки в поведінці суб'єкта і реакціях на нього інших людей, скільки в його здатності підтримувати і продовжувати якийсь наратив, історію власного «Я», що зберігає свою цілісність, незважаючи на зміну окремих її компонентів.

## Ідентичність у психології розвитку
Поняття «ідентичність» спочатку з'явилося в психіатрії в контексті вивчення феномена «кризи ідентичності», що описує стан психічних хворих, які втратили уявлення про самих себе і послідовності подій свого життя. Американський психоаналітик Ерік Еріксон переніс його в психологію розвитку, показавши, що криза ідентичності є нормальним явищем розвитку людини. У період юності кожна людина так чи інакше переживає кризу, пов'язану з необхідністю самовизначення, у вигляді цілої серії соціальних і особистісних виборів та ідентифікацій. Якщо юнакові/юнці не вдається своєчасно вирішити ці завдання, у нього формується неадекватна ідентичність.
- Дифузна, розмита ідентичність — стан, коли індивід ще не зробив відповідального вибору, наприклад, професії чи світогляду, що робить його образ «Я» розпливчастим і невизначеним.
- Неоплачена ідентичність — стан, коли юнак прийняв певну ідентичність, минувши складний і болісний процес самоаналізу, він уже включений у систему дорослих відносин, але цей вибір зроблений не свідомо, а під впливом ззовні або за готовим стандартам.
- Відстрочена ідентичність, або ідентифікаційний мораторій — стан, коли індивід знаходиться безпосередньо в процесі професійного і світоглядного самовизначення, але відкладає ухвалення остаточного рішення на потім.
- Досягнута ідентичність — стан, коли особистість вже знайшла себе і вступила в період практичної самореалізації.

## Зміна власної ідентичності
Описано багато випадків зміни власної ідентичності. Найвідоміші з них:
- Досифея Київська
- Джеймс Баррі (Маргарет-Енн Балклі)
- Лобсанґ Рампа
- Рейчел Долезал[en]

## Ідентичність у соціальних науках
У соціальних науках розрізняються:
- соціальна ідентичність (ототожнення себе з соціальною позицією, або статусом),
- культурна ідентичність (ототожнення себе з культурною традицією)[2],
- етнічна ідентичність (ототожнення себе з певною етнічною групою)[3],
- групова ідентичність (ототожнення себе з тією чи іншою спільністю, або групою).

Використовується також термін «психосоціальна ідентичність», інтегруючий різні аспекти індивідуальної самоідентифікації.
Ідентичність набувається людиною в ході індивідуального розвитку і є результатом психологічних процесів соціалізації, ідентифікації, особистісної інтеграції тощо. У міру засвоєння індивідом соціокультурних зразків, норм, цінностей, прийняття і засвоєння різних ролей у взаємодіях з іншими людьми його самоідентифікації змінюються, і більш-менш остаточно його ідентичність складається до кінця юнацького віку. Розрізняються позитивні і негативні ідентичності (Е. Еріксон). Закріпленню негативної ідентичності («злочинець», «божевільний» і т. д.) індивіда може сприяти практика «навішування ярликів», спеціальний або груповий тиск (Еріксон, Р. Лейнг, Т. Сас, Е. Гофман та ін.) Можлива втрата індивідом ідентичності, пов'язана або з віковими психологічними кризами, або з швидкими змінами в соціокультурному середовищі. Втрата ідентичності проявляється в таких явищах, як відчуження, деперсоналізація, аномія, маргіналізація, психічні патології, рольові конфлікти, девіантна поведінка та ін. Кризи ідентичності в індивідуальному житті, пов'язані з віковими кризами (наприклад, кризою перехідного віку), певною мірою універсальні. У період швидких змін в соціокультурній системі криза ідентичності може приймати масовий характер, що може мати і негативні, і позитивні наслідки (забезпечення можливості закріплення технічних нововведень, нових традицій, соціальних ролей, норм, зразків, структурних змін, адаптації індивідів до змін і тощо). Разом з тим механізм ідентичності є необхідною умовою спадкоємності соціальної структури та культурної традиції.